# Arkitema Architects
Arkitema Architects är ett danskt arkitektkontor med kontor i Århus, Köpenhamn, Stockholm, Oslo och Malmö. Arkitema Architects har cirka 550 medarbetare och är aktiva främst på den skandinaviska marknaden. 
Företaget grundades 1969 när fem studenter från Arkitektskolen Aarhus vann uppdraget att rita Køge Rådhus. De fem grundarna var Helge Tindal, Ole Nielsson, Michael Harrebæk, Eriling Stadager och Lars Due. Idag har Arkitema Architects 14 partners.
2011 etablerade sig Arkitema Architects på den svenska marknaden genom att ta över ägarskapet i Dot Arkitekter. 2015 öppnades kontoret i Oslo.
Huvudkontoret är beläget i Århus.